# Stockholms Katarina distrikt
Stockholms Katarina distrikt är ett distrikt i Stockholms kommun och Stockholms län. 
Distriktet ligger i södra Innerstaden i Stockholms kommun inom området för Södermalms stadsdelsområde i centrala delen av stadsdelen Södermalm. 

## Tidigare administrativ tillhörighet
Distriktet inrättades 2016 och utgörs av en del av området som till 1971 utgjorde Stockholms stad inom det område som också före 1913 och inkorporeringarna utgjorde stadens område.
Området motsvarar den omfattning Katarina församling hade 1999/2000.